# Charles Krauschaar
Charles Krauschaar (soms ook: Krauschar of Kraushaar) (Kassa, toen nog Hongarije, nu: Slowakije, 25 juli 1868 – Albuquerque, 3 augustus 1957) was een Hongaars-Amerikaanse componist, dirigent, arrangeur, fluitist en muziekuitgever. Voor zijn eigen werken als voor de arrangementen gebruikte hij meestal het pseudoniem: Charles J. Roberts. 

## Levensloop
Krauschaar studeerde harmonieleer, compositie en dwarsfluit aan de Ferenc Liszt-Akademie voor muziek in Boedapest en behaalde aldaar zijn diploma's. In 1890 emigreerde hij naar de Verenigde Staten. Hij was van 1892 tot 1893 fluitist in het New York Philharmonic. Later ging hij op tournee door de hele Verenigde Staten als fluitist met de Mozart Symphony Club. In 1895 werd hij fluitist in het Hoffmann House Orchestra in New York. Later werd hij dirigent en directeur van deze institutie en bleef tot 1910 in deze functie. 
Van 1909 tot 1940 was hij componist, arrangeur en uitgever in het Music Publishing House in New York. Hij specialiseerde zich vooral in de bewerking en herbewerking van symfonische orkestwerken voor kleinere orkesten en arrangeerde en componeerde werken voor orkest en harmonieorkest. In 1924 werd hij lid van de American Society of Composers, Authors and Publishers (ASCAP). Hij leefde later in Palo Alto.
Arrangementen:
| Componist                        | Titel                                                                          | Instrumentatie |
| -------------------------------- | ------------------------------------------------------------------------------ | --- |
| Johann Sebastian Bach            | Jesu, Joy of Man's Desiring from "Cantata nr. 147"                             | voor orkest |
| Ludwig van Beethoven             | Egmont Overture, op. 84                                                        | voor orkest |
| Charles Henri René de Boisdeffre | At the Brook                                                                   | voor orkest |
| Cécile Chaminade                 | Sérénade, op. 29                                                               | voor orkest |
| Wilbur R. Chenoweth              | Valse Caprice                                                                  | voor orkest |
| Alfons Czibulka                  | Fly Minuet uit de operette "Der Bajazzo"                                       | voor orkest |
| Antonín Dvořák                   | Would God I were the tender apple blossom (Když nbe stará matka), op. 55 nr. 4 | voor orkest |
| Zdeněk Fibich                    | Poëm                                                                           | voor kamerorkest |
| Stephen Foster                   | Way Down Upon the Swanee River (Old Folks at Home)                             | voor harmonieorkest |
| Edvard Grieg                     | Suite for Orchestra from "Sigurd Jorsalfar (Sigurd the Crusader)", op. 56      | voor orkest |
| Henry Hadley                     | Ballet of the Flowers suite, op. 92                                            | voor orkest |
| Henry Hadley                     | Silhouettes - A Characteristic Suite, op. 77 nr. 3 Italian en nr. 4 American   | voor orkest |
| Joseph Haydn                     | Finale from Symphony nr. 85 "La Reine", Hoboken I/85                           | voor dwarsfluit, hobo, 2 klarinetten en fagot ook met aanvullende stemmen voor esklarinet, altklarinet of altsaxofoon, basklarinet of tenorsaxofoon, baritonsaxofoon en hoorn in F |
| Karel Komzák II                  | Fairy Tale from "Volksliedchen und Märchen", op. 135                           | voor unisonokoor of vrouwenkoor en piano tekst: Margaret H. Benson |
| Anatoli Konstantinovitsj Ljadov  | Une tabatiere a musique - Valse-badinage, op. 32                               | voor orkest |
| Felix Mendelssohn Bartholdy      | Ouverture Roy Blas                                                             | voor harmonieorkest |
| Vittorio Monti                   | Csárdás                                                                        | voor trompet en piano |
| Jacques Offenbach                | Barcarole Waltz - Waltzes on Melodies from Offenbach's "Tales of Hoffman"      | voor harmonieorkest |
| Pablo de Sarasate                | Zigeunerweisen, op.20                                                          | voor viool en orkest |
| Franz Schubert                   | Erlkönig, D. 328, op. 1                                                        | voor orkest |
| Jean Sibelius                    | In Mournful Mood (Murheisena uit "Kappaletta"), op. 103, nr. 5                 | voor orkest |
| Jean Sibelius                    | Valse triste from Jarnefelt's drama "Kuolema", op. 44                          | voor orkest |
| Pjotr Iljitsj Tsjaikovski        | Marche slave, op. 31                                                           | voor orkest |
| Charles Robert Valdez            | Sérénade du tsigane                                                            | voor orkest, piano en orgel (harmonium) |
| Kōsaku Yamada                    | Suite Japonaise                                                                | voor orkest |

## Composities

### Werken voor orkest
- 1913 Kol nidrei, voor cello en orkest
- 1915 Roberts' Globe Trot, foxtrot voor orkest
- 1915 Step Lively One Step
- 1933 Pomp and Chivalry, grote processiemars voor orkest
- A Tale of Two Hearts
- Cupid's Caress
- Tendre amour
- The Language of the Flowers

### Werken voor harmonieorkest
- 1907 L' Affinite
- 1908 Mexican Kisses
- 1909 The African 400
- 1910 Barcarole Waltz[3]
- 1911 Funiculi-Funicula
- 1913 Ma Poulette
- 1916 Paprica Jancsi, Hongaarse mars
- 1931 Urbana Overture
- 1932 Jingle Bells[4]
- 1942 Chimes of Peace - Meditation
- All Star Medley, ouverture
- Diabolo
- Father of Liberty, (Unison), a march song - tekst: Irving Cheyette
- Father of Victory March
- Hajnalka
- Interlochen (National Camp March)
- La belle, Argentijnse tango
- La Bella Zingara, serenade
- La Sorella
- Merry Marinettes, karakterstuk
- Repertoire Band Book
  1. Fall in Line
  2. Nobody Knows De Trouble I've Seen
  3. True Pals
  4. Dream Castles Romance
  5. The Little Leader
  6. The Cotton Pickers' Song
  7. Father of Liberty
  8. Dutch Shoe Dance
  9. Tenderness
  10. The Fencing Master
  11. Venetian Serenade
  12. Merry Marionettes
  13. Victory
  14. Beyond the Old Gate
- The Grizzly Turkey Trot
- The Harlequin
- Venetian Serenade

### Vocale muziek

#### Werken voor koor
- 1915 Kol nidrei, voor cantor en gemengd koor
- 1931 Father in Liberty - Washington March Song, voor unisonokoor en piano - tekst: Irving Cheyette

#### Liederen
- 1913 Kol nidrei, voor cantor/middenstem en piano (of orgel)
- 1931 Father in Liberty - Washington March Song, voor zangstem en piano - tekst: Irving Cheyette

### Pedagogische werken
- 1927 Carl Fischer School Orchestra Album. Original compositions especially written for school use selected and arranged by Charles J. Roberts
- 1932 The harmony solo, duet and trio album : a collection of favorite standard concert pieces for home, school or professional use, voor viool met piano of ensemble begeleiding
- 1933 Educational Orchestra Album; A Collection of Classic and Modern Compositions for the School Orchestra of to-day
- Carl Fischer Favorite Concert Album, no. 1 - Twenty-Five Favorite Orchestral Compositions Specially Selected, Revised and Arranged with solo and obligato violin and organ parts ad lib.
- Carl Fischer Favorite Concert Album, voor klarinet
- Carl Fischer Grand Opera Album, voor klarinet
- Festival Performance Solos voor klarinet
- Solos for Clarinet - 35 Repertoire Pieces, voor klarinet met piano